# In ottavo
In tipografia, l'in-ottavo o in-8º è un formato dei libri.
Nei libri antichi il formato in-ottavo si otteneva piegando tre volte un foglio intero. Una prima piegatura si effettuava lungo il lato minore, una seconda lungo il lato maggiore e infine una terza di nuovo lungo il lato minore. Il fascicolo o segnatura constava di 16 pagine ossia 8 carte, da cui il nome del formato. I filoni, cioè i segni della vergatura più distanziati tra loro simili a grossi fili visibili in controluce nella carta, erano verticali, mentre la filigrana era situata sul lato superiore di una delle carte, vicino alla cucitura.
Il primo a stampare libri in-ottavo fu Aldo Manuzio all'inizio del XVI secolo.
I libri antichi in-ottavo (si parla in tal caso di "in-ottavo antico", "in-8ºant.") avevano un'altezza che storicamente aumentò, passando da 15 cm nel Cinquecento fino ad arrivare nella prima metà dell'Ottocento solitamente a 23 cm e talvolta anche a 25 cm (si parla in tal caso di "in-ottavo grande", "in-8ºgr.").
Nei libri moderni il formato in-ottavo è dato dall'altezza del libro, misurata al frontespizio, variabile convenzionalmente da 20 a 28 cm.